# 만하임 악파
만하임 악파(Mannheimer Schule)는 18세기 후반 만하임의 팔츠 선제후국의 궁정 오케스트라와 만하임 관현악단의 노래를 작곡한 초기 고전주의 작곡가 집단의 악파이다. 요한 슈타미츠를 지휘자로 하는 우수한 관현악단을 조직하여 연주와 작곡 등 양면에 걸쳐 공헌하였다.
작곡상의 업적으로는 교향곡의 제3악장에 미뉴에트를 둔 4악장 구성의 확립, 크레센도나 피아노와 포르테의 대비 등 다이내믹 효과의 추구, 관악기(특히 클라리넷)의 중점적인 사용 등을 들 수 있다.
연주 면에서는 정연한 운궁법, 정확한 음량변화 등을 하여 온 유럽에 그 명성을 떨쳤다.
대표적인 만하임 악파 음악인으로는 요한 슈타미츠, 이그나츠 홀츠바우어, 프란츠 자버 리히터, 카를 슈타미츠 등이 있다.